# 891
891(팔백구십일)은 890보다 크고 892보다 작은 자연수다.

## 수학
- 합성수로, 그 약수는 총 10개다. (1, 3, 9, 11, 27, 33, 81, 99, 297, 891)
  - 891의 진약수의 합은 561이므로, 891은 부족수다.
- 11번째 십팔각수다. 앞의 십팔각수는 730, 다음은 1068이다.
- 11번째 팔면체수다. 앞의 팔면체수는 670, 다음은 1156이다.
- {\displaystyle 891=167+173+179+181+191}
  - 연속하는 소수(素數) 5개의 합으로 나타낼 수 있으며, 이 성질을 지닌 앞의 수는 863, 다음 수는 917이다.

## 과학·기술
- NGC 891: 안드로메다자리 방향에 있는 나선은하.
- 891 군힐트(영어판): 소행성.
- 잭스피드 891(영어판): 잭스피드(영어판)의 경주용 자동차.

## 교통
- 트랜스월드 항공 891편 추락 사고(영어판)

## 군사
- 891 해군 항공대(영어판): 과거 존재한 영국의 해군 항공대.

## 문화유산
- 대한민국의 보물 제891호: 대방광불화엄경소 권42

## 방송
- AM 891kHz: KBS 제1라디오 김해 송신소의 주파수.

## 기타
- 연도: 891년, 기원전 891년